# Chikahiro Kobayashi
Chikahiro Kobayashi (小林 親弘 Kobayashi Chikahiro?,  Prefectura de Aichi, Japón, 5 de septiembre de 1983) es un actor y seiyū japonés, afiliado a Group Yen. Algunos de sus roles más destacados incluyen el de Yumehisa Sakaki en Joujuu Senjin!! Mushibugyo, Saichi Sugimoto en Golden Kamuy, Ranga en Tensei Shitara Slime Datta Ken, Legoshi en Beastars, Rikuo Uozumi en Yesterday wo Utatte, Great Red Siberian en Maōjō de Oyasumi, y más recientemente Jin Kuzuhara en Joran: The Princess of Snow and Blood.

## Filmografía

### Anime
| Año                    | Título                                                 | Papel                              | Notas         |  |
| ---------------------- | ------------------------------------------------------ | ---------------------------------- | ------------- |  |
| 2013                   | Gundam Build Fighters                                  | Mesero                             |               |  |
| 2013                   | Gifū Dōdō!!: Kanetsugu to Keiji                        | Soldado                            |               |  |
| 2013                   | Gingitsune                                             | Empleado                           |               |  |
| 2013                   | Pokémon Origins                                        |                                    |               |  |
| 2013                   | Joujuu Senjin!! Mushibugyo                             | Yumehisa Sakaki                    |               |  |
| 2014                   | Happiness Charge PreCure!                              | Kariyazaki                         |               |  |
| 2014                   | Hitsugi no Chaika                                      | Soldado                            |               |  |
| 2014                   | Mushishi                                               | Padre Kaoru                        |               |  |
| 2014                   | Yo-Kai Watch                                           | Pareja                             |               |  |
| 2015                   | Gundam Reconguista in G                                | Empleado, piloto                   |               |  |
| 2015                   | Gintama                                                | Presentador de noticias            |               |  |
| 2016                   | Udon no Kuni no Kin'iro Kemari                         | Kiuchi                             |               |  |
| 2016                   | Kindaichi Shōnen no Jikenbo                            | Shin'ichirō Hiiragi                | [ 7 ]         |  |
| 2017                   | Granblue Fantasy The Animation                         | Caballero B                        |               |  |
| 2017                   | Duel Masters                                           | Jolly the Johnny, Loud "NYZ" Noisy |               |  |
| 2018                   | Violet Evergarden                                      | Toby Selwyn                        |               |  |
| 2018                   | Golden Kamuy                                           | Saichi Sugimoto                    | [ 8 ]         |  |
| 2018                   | Amanchu!                                               | Macho                              |               |  |
| 2018                   | Full Metal Panic!                                      | Alastor                            |               |  |
| 2018                   | Yume Ōkoku to Nemureru 100-Nin no Ōji-sama             | Bucks                              |               |  |
| 2018                   | Tensei Shitara Slime Datta Ken                         | Ranga                              | [ 9 ]         |  |
| 2019                   | Kimetsu no Yaiba                                       |                                    |               |  |
| 2019                   | Cop Craft                                              | Gardner                            |               |  |
| 2019                   | Dungeon ni Deai o Motomeru no wa Machigatteiru Darō ka | Ares                               |               |  |
| 2019                   | Lupin III: Prison of the Past                          | Hermano de Balmer                  |               |  |
| 2019                   | Fire Force                                             | Asaltante                          | [ 10 ] [ 11 ] |  |
| 2019                   | 2020                                                   | Oshiri Tantei                      | Mimimaru      |  |
| ID - Invaded           | 2020                                                   | Haruka Kazuta                      | [ 12 ]        |  |
| Ahiru no Sora          | 2020                                                   | Kazushi Kashiwagi                  |               |  |
| Yesterday wo Utatte    | 2020                                                   | Rikuo Uozumi                       | [ 13 ]        |  |
| The God of High School | 2020                                                   | Comisionado R                      | [ 14 ]        |  |
| Great Pretender        | 2020                                                   | Clark Ibrahim                      |               |  |
| Shokugeki no Sōma      | 2020                                                   | Hiroshi                            |               |  |
| Maōjō de Oyasumi       | 2020                                                   | Great Red Siberian                 | [ 15 ]        |  |
| King's Raid            | 2020                                                   | Dale                               |               |  |
| 2021                   | Tensei Shitara Slime Datta Ken 2                       | Ranga                              | [ 16 ]        |  |
| 2021                   | Joran: The Princess of Snow and Blood                  | Jin Kuzuhara                       | [ 17 ]        |  |
| 2021                   | Megalo Box                                             | Takashi Sakuma                     | [ 18 ]        |  |
| 2021                   | Scarlet Nexus                                          | Kaito Sumeragi                     |               |  |
| 2021                   | Nigh Head 2041                                         | Mikie Fujiki                       |               |  |
| 2021                   | Dragon Quest: Dai no Daiboken                          | Sigma                              | [ 19 ]        |  |
| TBA                    | Mero to Koi no Mahou                                   | Saionji Takaramizuni               |               |  |